# タイ国民発展党
タイ国民発展党（タイこくみんはってんとう、タイ語：พรรคชาติไทยพัฒนา、ラテン文字転写：Phak Chat Thai Phattana、英語：Thai Nation Development Party）は、タイの保守政党。
2008年、タイ憲法裁判所が国民党に政党ぐるみの選挙違反で解党命令を出した際、残った国民党の議員・党員が移籍し、事実上は国民党の後継政党となった。その後、アピシット・ウェーチャチーワ首相率いる民主党主導の連立政権に参加した。
2011年の下院総選挙では19議席を獲得し、第4党となった。選挙後は民主党陣営から離れ、インラック・シナワットが率いるタイ貢献党主導の連立政権に加わることとなった。